# Beleg van Belgrado (1688)
Het Beleg van Belgrado vond plaats van 30 juli tot 6 september 1688. De Habsburgse monarchie slaagde er in de stad Belgrado te veroveren op de Ottomanen.

## Achtergrond
Na de zware nederlaag tijdens de Slag bij Mohács (1687) viel het Ottomaanse leger uiteen en werd sultan Mehmet IV gedwongen af te treden. De tijd was rijp voor de Habsburgse monarchie om in de tegenaanval te gaan.

## Beleg
De Habsburgse troepen naderden de stad vanuit twee richtingen. Het leger onder leiding van Keizer Leopold I stond aan de rivier de Sava, het leger onder leiding van keurvorst Maximiliaan II Emanuel van Beieren stond aan de Donau. Gedurende een maand werd de stad met kanonnen bestookt. Na een aanbod aan Yeğen Osman Pasha, de Ottomaanse gouverneur, om zich over te geven, wat hij weigerde, werd de stad onder leiding van Eugenius van Savoye bestormd en veroverd.

## Vervolg
Twee jaar later tijdens de Negenjarige Oorlog (1688-1697), een oorlog tegen koning Lodewijk XIV van Frankrijk, profiteerden de Ottomanen onder nieuwe sultan Süleyman II, Belgrado te heroveren.